# Arholzen
Arholzen település Németországban, azon belül Alsó-Szászország tartományban. Lakosainak száma 360 fő (2023. december 31.). Arholzen Bevern, Deensen és Stadtoldendorf községekkel határos.

## Népesség
A település népességének változása:
| Lakosok száma | 407  | 413  | 406  | 394  | 391  | 360  |
|               | 2016 | 2017 | 2019 | 2021 | 2022 | 2023 |